# (1410) Margret
(1410) Margret – planetoida z pasa głównego asteroid okrążająca Słońce w ciągu 5 lat i 97 dni w średniej odległości 3,02 au. Została odkryta 8 stycznia 1937 roku w Landessternwarte Heidelberg-Königstuhl w Heidelbergu przez Karla Reinmutha. Nazwa planetoidy pochodzi od Margret Braun, żony niemieckiego astronoma Heinricha Vogta. Przed nadaniem nazwy planetoida nosiła oznaczenie tymczasowe (1410) 1937 AL.